# Östra Stentjärnen, Lappland
Östra Stentjärnen är en sjö i Jokkmokks kommun i Lappland och ingår i Piteälvens huvudavrinningsområde. Sjön har en area på 0,074 kvadratkilometer och ligger 464,5 meter över havet. Östra Stentjärnen ligger i Kronogård Natura 2000-område.

## Delavrinningsområde
Östra Stentjärnen ingår i det delavrinningsområde (735676-168165) som SMHI kallar för Utloppet av Auratj-Jaure. Medelhöjden är 428 meter över havet och ytan är 74,44 kvadratkilometer. Räknas de 2 avrinningsområdena uppströms in blir den ackumulerade arean 113,49 kvadratkilometer. Vitbäcken som avvattnar avrinningsområdet har biflödesordning 3, vilket innebär att vattnet flödar genom totalt 3 vattendrag innan det når havet efter 139 kilometer. Avrinningsområdet består mestadels av skog (82 procent) och sankmarker (15 procent). Avrinningsområdet har 2,5 kvadratkilometer vattenytor vilket ger det en sjöprocent på 3,4 procent.